# Microcharon teissieri
Microcharon teissieri är en kräftdjursart som först beskrevs av Levi 1950.  Microcharon teissieri ingår i släktet Microcharon och familjen Microparasellidae. Inga underarter finns listade i Catalogue of Life.